# Creoleon nubifera
Creoleon nubifera là một loài côn trùng trong họ Myrmeleontidae thuộc bộ Neuroptera. Loài này được Kolbe miêu tả năm 1897.